# Iodargirite
La iodargirite è un minerale, ioduro di argento.
Il nome deriva dalla sua composizione chimica: iodio e αργυρος = arghiuros = argento.
Trovata per la prima volta a Rammelsberg (Sassonia) nel 1860.

## Abito cristallino
I cristalli sono in prismi tabulari, laminette a contorno esagonale, tavolette o a botticelle.

## Origine e giacitura
Si trova al cappello dei giacimenti di argento insieme con altri alogenuri d'argento.

## Forma in cui si presenta in natura
Raramente i cristalli sono ben distinti, il minerale si trova spesso in aggregati granulari, relativamente comuni sono i cristalli geminati.

## Caratteristiche chimico-fisiche
È fotosensibile. Insolubile negli acidi, tuttavia viene decomposto da una soluzione di zinco ed acido solforico con la separazione di argento, la soluzione così ottenuta può essere utilizzata per evidenziare lo iodio trattando questa soluzione con ipoclorito di sodio e agitandola con un poco di cloroformio dando colorazione violetta.

## Utilizzi
Anticamente veniva utilizzato per la fotografia È un minerale utile per l'estrazione di argento.

## Località di ritrovamento
I migliori campioni del minerale si possono reperire a: Dernbach in (Germania) dove è stato reperito in minuti cristalli in una matrice di limonite ed associato a corkite e bromargirite; Broken Hill (Nuovo Galles del Sud, Australia). Fino a qualche tempo fa si trovavano molti campioni anche a: Tonopah nel Nevada; nel Cile è stato trovato a: Chanarcillo presso Atacama, Caracoles nell'Antegasta e Aldogosdones presso Coquimbo
Altri campioni sono stati trovati a Mazapil in (Messico); Hiendelaencina, presso (Guadalajara, Spagna).